# Raidco Marine
Raidco Marine International est une entreprise de construction navale spécialisée dans les vedettes et patrouilleurs pour les clients institutionnels et militaires.
L'entreprise est basée à Lorient mais le siège social est à Paris.

## Historique
La première société Raidco Marine International a été créée le 27 septembre 1993 et radiée le 5 novembre 2014.
La seconde société Raidco Marine International a été créée le 21 juin 2006.

## Navires construits
Conception de la vedette côtière de surveillance maritime (VCSM), type RBP20, pour la Gendarmerie maritime.